# Wheein
Wheein, pseudonimo di Jung Whee-in (정휘인?; 17 aprile 1995), è una cantante sudcoreana.
Nota per essere parte del girl group Mamamoo, ha fatto il suo debutto solistico nel 2018 con il singolo digitale Easy, per poi pubblicare nel 2021 il suo primo EP Redd.

## Discografia

### EP
- 2021 – Redd
- 2022 – Whee

### Singoli
- 2018 – Easy (feat. Sik-K)
- 2019 – Soar
- 2021 – Water Color
- 2022 – Make Me Happy
- 2022 – D-Day

### Collaborazioni
- 2016 – Narcissus (con Kim Heechul e Kim Jungmo)
- 2016 – Angel (con Solar)
- 2017 – Da Ra Da (con Jeff Bernatt e B.O.)
- 2019 – Loving One Person (con Hwasa e Kim Hyun-chul)
- 2021 – Solo Christmas (con Ailee)
- 2022 – BYE (con Ravi)